# Zweigelt
Le zweigelt, également appelé blauer zweigelt, zweigelt blau ou rotburger, est le cépage noir le plus répandu d'Autriche.

## Origine et répartition géographique
Le cépage est un croisement issu de deux cépages autochtones autrichiens, le Blaufränkisch et le Saint Laurent. Friedrich Zweigelt, professeur à la Station fédérale de recherche et d'enseignement supérieur pour la viticulture et la culture fruitière (de) d'Autriche à Klosterneuburg, réalise le croisement pour la première fois en 1922.
Zweigelt, membre du Parti national-socialiste des travailleurs allemands, aurait développé le cépage pour rendre l’Autriche indépendante de fourniture de vins rouges colorés de provenance italienne ou autre[réf. nécessaire].
Le zweigelt est cultivé en Autriche, où il couvre 6 246 hectares, soit 13,8 % des surfaces viticoles.
Le cépage est autorisé dans quelques Länder en Allemagne. Il est cultivé en Grande-Bretagne, au Liechtenstein et en Slovaquie[réf. nécessaire].

## Caractères ampélographiques
- Extrémité du jeune rameau glabre, bronzé.
- Feuilles adultes, de trois à cinq lobes, un sinus pétiolaire en lyre, des dents ogivales[1].

## Aptitudes culturales
La maturité est de première époque moyenne : dix jours après le chasselas.

## Potentiel technologique
Les grappes sont moyennes à grandes et les baies sont de taille moyenne. La grappe est ailée et compacte. Le cépage est peu sensible aux maladies et supporte bien les gelées. Il offre des gros rendements.

## Vinification
Le cépage a des tendances réductrices tout au cours de sa vinification et de son élevage.